# Tony Russel
Pour les articles homonymes, voir Russel.
Tony Russel (né Antonio Pietro Russo ; 23 novembre 1925 – 18 mars 2017) est un acteur américain, fils d'immigrés italiens. Il est surtout connu pour avoir travaillé dans l'industrie cinématographique italienne au milieu des années 1960 et pour son travail de doubleur. Il est le fondateur et président de la English Language Dubbers Association (ELDA) en Italie. Il est l’un des nombreux acteurs américains à avoir refusé le rôle principal dans Pour une poignée de dollars,.

## Biographie
Né à Kenosha, dans le Wisconsin, Tony Russo a servi dans l’United States Army Air Forces durant la Seconde Guerre mondiale. À son retour, il étudie à l’Université du Wisconsin à Madison.
En 1962, après avoir joué dans Héros de guerre de Burt Topper, il se rend en Italie espérant voir sa carrière décoller. À son arrivée, il joue le rôle principal dans Légions impériales. Il apparaît ensuite dans plusieurs péplums et films d’espionnages européens, incluant Du grisbi au Caire (1964) et La Révolte de Sparte (1964). En 1965, il joue Zorro dans Le Serment de Zorro. À l’origine, il avait tenté d’obtenir le rôle de Zorro dans la série de Walt Disney Productions mais il fut finalement attribué à Guy Williams. Il sera rappelé pour jouer le rôle de Carlos Martinez, le bandit déguisé en Zorro dans les épisodes 11 et 12 de la saison 1.
Son contrat prenait également en compte la postsynchronisation. Il jouait ses rôles en anglais et redoublait ses films en studio (en fonction de sa disponibilité). Il considérait d'ailleurs cette tâche comme une corvée.
Parmi les rôles principaux de Russel, il a joué dans les films de science-fiction I criminali della galassia (1965) et sa suite, I diafanoidi vengono da Marte, tous deux filmés en même temps.
En plus de ses activités d'acteur, il a fondé en Italie l'ELDA (English Language Dubbers Association), avec laquelle il a non seulement travaillé sur les films italiens pour le marché anglophone, mais a également introduit le système permettant à un interprète de doubler la même voix tout au long de sa carrière. Par exemple, Russel lui-même était la voix anglaise de Fernando Sancho.
Il quitte l’Italie et retourne aux États-Unis en 1967 à la demande de sa femme et pour que son fils termine ses études. Il apparaît plus tard dans des films comme The Hard Ride (1971) et Soul Hustler (1973).
Son dernier rôle dans un film fut dans La Guerre des casinos, un téléfilm de 1984.

### Vie privée
Il épouse l'actrice Jodean Lawrence en 1951. Ils ont eu un fils, l'acteur Del Russel (en) (1952-2015) et divorcent en 1974. Il se remarie en 1985.
Il meurt le 18 mars 2017 à Las Vegas à l’âge de 91 ans. Il est inhumé au Southern Nevada Veterans Memorial Cemetery (en) de Boulder City au Nevada.

## Filmographie

### Cinéma
- 1952 : Hiawatha de Kurt Neumann : non crédité
- 1954 : Le Calice d'argent (The Silver Chalice) de Victor Saville : Sicarii (non crédité)
- 1955 : L'Enfer de Diên Biên Phu (Jump into Hell) de David Butler : opérateur radio (non crédité)
- 1956 : Quadrille d'amour (Anything Goes) de Robert Lewis : un marin français (non crédité)
- 1958 : Bagarres au King Creole (King Creole) de Michael Curtiz : Chico (non crédité)
- 1959 : Tiens bon la barre matelot ! (Don't Give Up the Ship) de Norman Taurog : Lieutenant (non crédité)
- 1959 : Le Dernier train de Gun Hill (Last Train from Gun Hill) de John Sturges : Pinto (non crédité)
- 1961 : Héros de guerre (War Is Hell) de Burt Topper : Sergent Keefer
- 1962 : Légions impériales (La leggenda di Fra Diavolo) de Leopoldo Savona : Fra Diavolo
- 1963 : Les Cavaliers de la terreur (Il terrore dei mantelli rossi) de Mario Costa : Paolo
- 1963 : Les Sept Invincibles (Gli invincibili sette) d'Alberto De Martino : Leslio
- 1964 : Il ladro di Damasco de Mario Amendola : Jesen
- 1964 : L'ultima carica de Leopoldo Savona : Rocco Vardarelli
- 1964 : La Révolte de Sparte (La rivolta dei sette) d'Alberto De Martino : Keros
- 1964 : Du grisbi au Caire (La sfinge sorride prima di morire - stop - Londra) de Duccio Tessari : Thomas
- 1965 : Le Serment de Zorro (El Zorro cabalga otra vez) de Ricardo Blasco : Patriciao / Alfonso / Zorro
- 1965 : Three Weeks of Love de William E. Brusseau : Bud
- 1966 : I criminali della galassia d'Antonio Margheriti : Mike Halstead
- 1966 : I diafanoidi vengono da Marte d'Antonio Margheriti : Mike Halstead
- 1966 : Danger à Tanger (Tecnica di una spia) d'Alberto Leonardi : Alan Milner
- 1966 : Viaggio di nozze all'italiana de Mario Amendola : Barone Frescobaldi
- 1971 : The Hard Ride de Burt Topper : Big Red
- 1973 : Si, si, mon colonel (Un ufficiale non si arrende mai nemmeno di fronte all'evidenza, firmato Colonnello Buttiglione) de Mino Guerrini
- 1973 : Soul Hustler de Burt Topper : Evin Calder

### Télévision

#### Séries télévisées
- 1954 : The Lone Wolf (en) : Assay Clerk (1 épisode)
- 1955 : Highway Patrol (en) : Jimmy Wilson (1 épisode)
- 1956 : The Star and the Story (en) (1 épisode)
- 1956 : Telephone Time (1 épisode)
- 1957 : 26 Men : Black Eagle (1 épisode)
- 1957-1959 : Zorro : Carlos Martinez / Pedro Avila (plusieurs rôles)
- 1958 : La Flèche brisée (Broken Arrow) : Anaka (1 épisode)
- 1959 : Peter Gunn : Michael Delak (1 épisode)
- 1969 : Les Aventuriers du Far-West (Death Valley Days) : Mike Cassidy (1 épisode)
- 1970 : Le Grand Chaparral (The High Chaparral) : Ricardo (1 épisode)
- 1971 : Night Gallery
- 1973 : Hec Ramsey : Gentleman Jim Sachet
- 1977 : Lou Grant : Mr. Hall (1 épisode)
- 1977 : Chips (CHiPs) : Eduardo (1 épisode)
- 1979 : Vegas : Photographe (1 épisode)
- 1992 : Hearts Are Wild : Jacque

#### Téléfilms
- 1974 : The Invasion of Carol Enders de Burt Brinckerhoff : Dan Petrie
- 1984 : The Mystic Warrior de Richard T. Heffron : Red Lake
- 1984 : La Guerre des casinos (The Vegas Strip War) de George Englund : Morgan Steinman

### Doublage anglais
- 1964 : Maciste contre les hommes de pierre (Maciste e la regina di Samar) de Giacomo Gentilomo : voix de Giuliano Raffaelli (Tirteo)
- 1966 : Django de Sergio Corbucci : voix de Franco Nero (Django)[3]

## Voix francophones
Il est doublé par Gabriel Cattand dans Bagarres au King Créole et par Marc Cassot dans La Révolte de Sparte.